# Тараник, Алексей Михайлович
Алексей Михайлович Тараник (Лёня Тараник) (31 марта 1927 — 23 августа 1942) — юный герой-пионер, партизан Великой Отечественной войны, зверски замучен и жестоко расстрелян в августе 1942 года.  

## Биография
Родился в 1927 году в станице Ключевая Северо-Кавказского края в казачьей семье. Корни семьи Тараник исходят из урядников Полупановых, которые первыми поселились в станице Ключевской. Прадед Кузьма был войсковым казначеем, принимал участие в боях за Российскую Империю. Дед Афанасий также участвовал в войнах за Россию. Оба за отвагу и верную службу государю Императору были награждены Георгиевским крестом. В советское время награды эти были отобраны, сыновей Афанасия (дядей Лёни) Советская власть расстреляла. У мамы Арины Афанасьевны и отца Михаила Тараников Алексей был единственным сыном, самым младшим. В семье воспитывались ещё три старшие сёстры: Елена, Мария, Прасковья. В коллективизацию семья Тараников была изгнана из собственного дома, имущество всё отобрали. Их поддержали станичники. Отец Лёни устроился на работу к нефтяникам, но вскоре упав с вышки, погиб. Единственным мужчиной в семье остался Лёня.
В начале Великой Отечественной войны многие станичники мужчины ушли на фронт. 19 августа 1942 года станицу оккупировали немецкие войска. Многих выгоняли из дома, грабили, уничтожали скот, птицу. С первых дней осады Лёня стал разведчиком-партизаном. Всё отслеживал, наблюдал за перемещениями, информацию передавал Алексею Ивановичу учителю. В семье о действиях сына и брата ничего не знали.
Остерегаясь обстрелов партизан, немцы 20 августа 1942 года заставили мальчишек вместе с конюхами купать лошадей в реке в районе Золотой горы. На следующий день мероприятия повторились. Позже других к реке пришёл Лёня подошёл к реке позже других ребят. Подросток взял коня и повёл его мыть, постепенно добрался до противоположного берега. Выйдя из воды, школьник побежал полем в сады, но немцы догнали, обыскали и нашли гранату, патроны, а за рубахой немецкие документы, которые мальчик выкрал из гитлеровского штаба. Мальчика два дня пытали, но он геройски молчал.
23 августа 1942 года немцы устроили показательную казнь. На глазах у матери и сестёр, школьника заставили вырыть себе могилу, затем поочередно прострелили руки и ноги, и, когда мальчик упал в яму, выстрелили ему в лоб. Алексей Тараник погиб.
Поздно ночью соседи помогли похоронить мальчика. В 1943 году его останки перезахоронили на холме. В 1976 году в связи со строительством городских объектов прах школьника перенесли на старинное кладбище. Этого кладбища уже не существует, но могила Лёни не тронута. Воспитанники казачьего класса горячеключевской школы № 3 осуществляют уход за памятью о Герое.

## Память
- Именем Лёни Тараника в г. Горячий Ключ наименовали улицу, на которой жил отважный пионер.
- Поэму «Ты наш боец» поэт И. Беляков посвятил Лёне Таранику.
- Документальную повесть о Таранике, написанная Первым секретарём РК ВЛКСМ Б.П. Кобяцким хранится в архиве города Горячий Ключ.
- Материалы о подвигах Лёни Тараника хранятся в музее и архиве города Горячий Ключ
- В 2017 году имя Лёни Тараника было названо в числе лауреатов общественно-государственного проекта «Поисково-просветительская экспедиция "Имя Кубани"» в номинации «Молодое имя Кубани» от г. Горячий Ключ.